# Gradisca d'Isonzo
Ne doit pas être confondu avec Gradiška ou Nova Gradiška.
Gradisca d'Isonzo (en frioulan : Gardiscje) est une commune de l'ancienne province de Gorizia dans la région Frioul-Vénétie Julienne en Italie. La ville historique est membre de l'association I Borghi più belli d'Italia.

## Géographie
La ville est située sur les rives de l'Isonzo dans l'est de la région historique du Frioul, proche de la frontière limitrophe avec la Slovénie.

### Hameaux
Mercaduzzo, Borgo Viola, Borgo Basiol, Gerusalemme, Borgo Molamatta

### Communes limitrophes
Farra d'Isonzo, Fogliano Redipuglia, Mariano del Friuli, Moraro, Romans d'Isonzo, Sagrado, Villesse

## Histoire

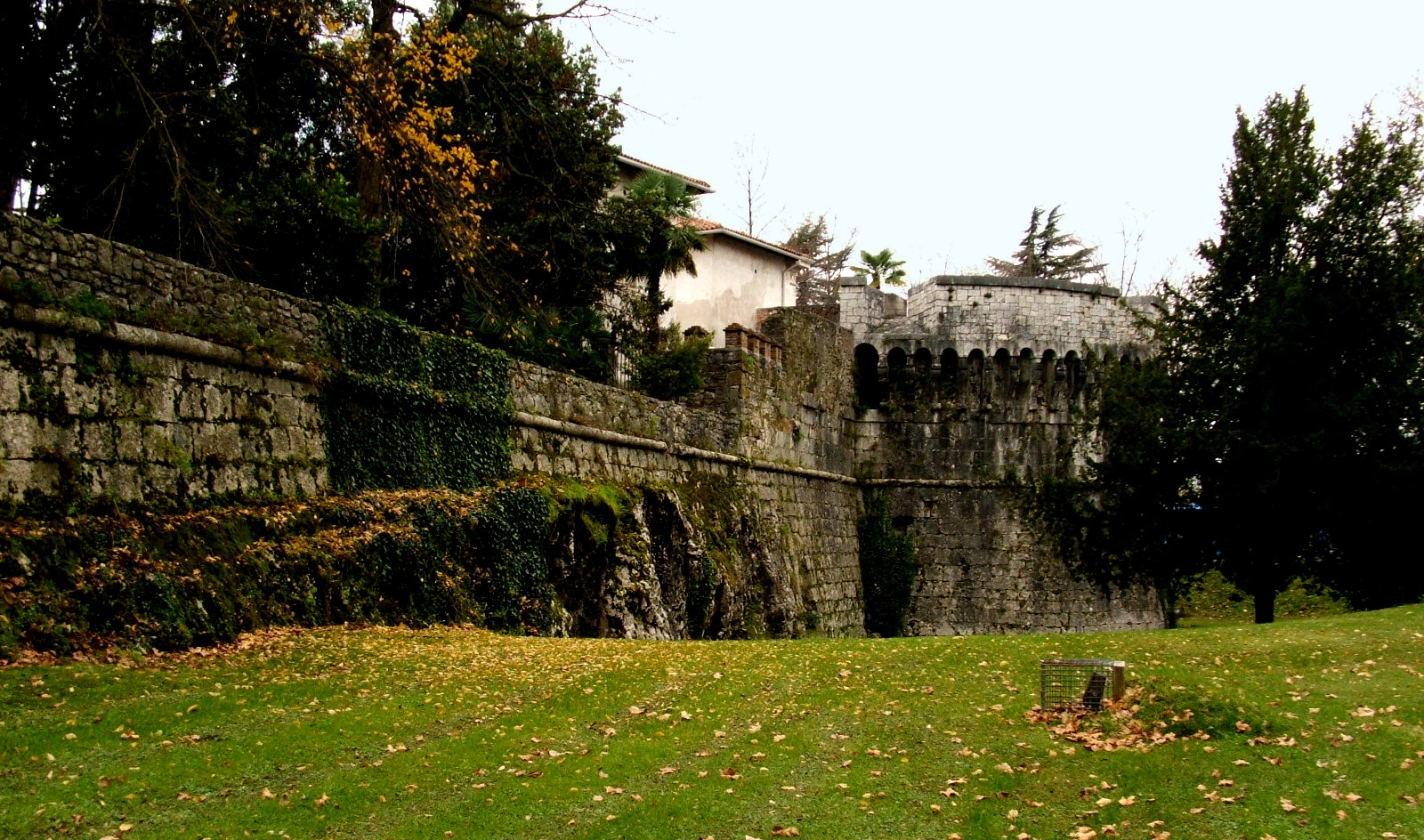
L'enceinte de murailles.

Le toponyme Gradisca, d'origine slave, se réfère à une place forte (grad) qui faisait initialement partie du duché du Frioul, partie intégrante de la Lombardie majeure conquise par Charlemagne en 776. Avec le Frioul elle fut incorporée dans la marche de Vérone créée par le roi Otton Ier de Germanie en 952 et échoit aux domaines du patriarcat d'Aquilée en 1028. 
Jusqu'en 1420, la plupart du Frioul a été conquise par la république de Venise. La forteresse de Gradisca a été aménagée pour protéger le pays contre les attaques de l'Empire ottoman ; avec le concours de Léonard de Vinci. Au cours des guerres d'Italie au début du XVIe siècle, les forces de la Ligue de Cambrai sous l'empereur Maximilien de Habsbourg ont occupé la ville en 1511.
Cédée par Venise l'année suivante, la ville fut administrée avec le comté de Goritz, un État du Saint-Empire au sein du Cercle d'Autriche. À la fin de la guerre de Trente Ans, en 1647, l'empereur Ferdinand III la donne en fief avec la cité d'Aquilée comme un comté impérial à Jean-Antoine d'Eggenberg, duc de Krumau (1610-1649) dont la famille s'éteint en 1717. Gradisca fait alors retour à la monarchie de Habsbourg, réunifiée avec Goritz au sein du comté de Gorizia et Gradisca. 
Le 19 mars 1797 : bataille de Gradisca lors du passage de l'Isonzo entre les troupes françaises et autrichiennes.

### Liste des comtes princiers de Gradisca
- 1647-1649 : Jean-Antoine (1601-1649), marié à la margravine Anne-Marie (1609-1680), fille du margrave Christian de Brandebourg-Bayreuth de la maison de Hohenzollern ;
- 1649-1665 : Jean-Christian Ier (1641-1710), son fils, marié en 1666 à Marie Ernestine de Schwarzenberg (1649-1719) ;
- 1649-1673 : Jean-Seyfried (1644–1713), son frère cadet, marié en 1666 à Marie-Éléonore (1647-1704), fille du prince Charles-Eusèbe de Liechtenstein, et remarié en 1704 à Marie Josephe d'Orsini-Rosenberg (1690-1715) ;
- 1713-1716 : Jean-Antoine Joseph (1669-1716), son fils, marié à Marie-Caroline de Sternberg ;
- 1716-1717 : Jean-Christian II (1704-1717), son fils.

## Personnalités
- Samson Morpurgo (1681-1740), né à Gradisca, rabbin, talmudiste, docteur de la Loi.
- Elia Morpurgo (1740-1830), homme de lettres, promoteur de la Haskala.
- Philippe Sarchi (1764-1830), né à Gradisca, linguiste et philologue hébraïque.
- Luigi Spazzapan (1889-1958), né à Gradisca, peintre.
- Édouard Dermit (1925-1995), né à Gradisca, acteur et peintre français.

## Jumelages
- Althofen (Autriche) (depuis 1993) ;
- Kastav (Croatie) (depuis 2003) ;
- Ibrány (Hongrie) (depuis 2004).

## Source
- Anthony Stokvis, Manuel d'histoire, de généalogie et de chronologie de tous les États du globe, depuis les temps les plus reculés jusqu'à nos jours, préf. H. F. Wijnman, Israël, 1966, chapitre VI C. « Goritz et Gradisca », § 3. « Gradisca » p. 385.